# WOWOW
WOWOW (jap. ワウワウ, Wauwau) war das erste private, bezahlpflichtige Satelliten-Rundfunkprogramm in Japan und begann am 1. April 1991 mit der Ausstrahlung. Ab dem 1. Dezember 2000 wurden die ersten Sender digital in  HD  übertragen.

## Erfolg
Bereits nach dem ersten Jahr (1992) konnte das Rundfunkprogramm mehr als 200.000 zahlende Kunden gewinnen. Bereits im Jahr 1994 stieg die Anzahl auf über 2,5 Millionen. Seitdem gehört WOWOW zu den führenden TV-Anbietern Japans.

## Programm
WOWOW überträgt hauptsächlich Filme und amerikanische Serien wie Friends, CSI, Sex and the City oder Cold Case – Kein Opfer ist je vergessen. Aber auch Sendungen wie Ultimate Fighting Championship Veranstaltungen wurden in das Programm aufgenommen.
Bis 2007 war der Sender auch für die Übertragung von Anime-Serien bekannt, wie The Big O, Brain Powerd, Cowboy Bebop oder Ergo Proxy. Aufgrund der lockeren Standards für Satellitenfernsehen kann das Unternehmen Serien anbieten, die sich vor allem an ältere Zuschauer wenden und aufgrund ihres Inhalts von anderen Sendern nicht ohne Bearbeitungen gezeigt werden würden. Aufgrund vieler Verträge mit Anime-Produktionsstudios, darunter auch dem Studio Madhouse, ist das Rundfunkprogramm vor allem unter den Anime-Fans sehr beliebt und wird auch als „Otaku-Kanal“ bezeichnet.